# Jag tror att Gud är kärleken
Jag tror att Gud är kärleken är en psalm med text av Sven Hillert och musik är från Tyskland år 1710. Man kan enligt Psalmer i 2000-talet även sjunga den till melodin i psalm 495 I öster stiger solen opp ur Den svenska psalmboken.

## Publicerad som
- Nr 903 i Psalmer i 2000-talet under rubriken "Kyrkliga handlingar".